# Catedral de Ambato
La Catedral de Ambato oficialmente Basílica Catedral de Nuestra Señora de la Elevación es una catedral ecuatoriana que se encuentra ubicada entre las calles Bolívar y Montalvo frente al Parque Juan Montalvo de Ambato en Ecuador.

## Historia

### Antecedentes
Su historia se remonta a 1698 cuando se construyó la capilla original que fue destruida por el terremoto de 1949.

### Catedral
En 1954 fue inaugurado el actual templo construido por el arquitecto siciliano Antonino Russo en reemplazo de otra estructura afectada por un nuevo terremoto en 1949.

### Basílica Menor
Tiene la distinción de Basílica Menor desde abril de 1961.

### Rito
La iglesia sigue el rito romano y es la sede de la Diócesis de Ambato.

### Cuidado pastoral
Esta bajo la responsabilidad pastoral del obispo Jorge Giovanny Pazmiño Abril.